# Lessini Durello
Lessini Durello oder Durello Lessini ist ein italienischer Schaumwein (Spumante), der im Hügelland der Monti Lessini nördlich der Linie Verona–Vicenza bzw. im Gebiet der Lessinia hergestellt wird. Diese Schaumweine haben seit 2011 den Status einer DOC, die am 7. März 2014 zuletzt geändert wurde.

## Anbaugebiet
Die Produktion von Lessini Durello ist nur zugelassen
- in der Provinz Verona: innerhalb des Gebietes der Gemeinden Vestenanova, San Giovanni Ilarione und in Teilen der Gemeinden Montecchia di Crosara, Roncà, Cazzano di Tramigna, Tregnago, Badia Calavena;
- in der Provinz Vicenza: innerhalb des Gebietes der Gemeinden Arzignano, Castelgomberto, Chiampo, Brogliano, Gambugliano, Trissino und in Teilen der Gemeinden Cornedo Vicentino, Costabissara, Gambellara, Isola Vicentina, Malo, Marano Vicentino, Monte di Malo, Montebello Vicentino, Montecchio Maggiore, Montorso Vicentino, Nogarole Vicentino, San Vito di Leguzzano, Schio, Zermeghedo.

## Herstellung
Im gesamten Lessini-Gebiet wurden 2014 von 280 ha 25.804 Hektoliter Wein erzeugt. Spezialität der Region ist die Rebsorte Durella. Die eigenwilligen trockenen und leicht herben Weine bescheren der Region ein besseres Auskommen, da sie ansonsten den Wein als Soave verkaufen müssten. 
Neben der Sorte Durella, die zu mindestens 85 % im Wein enthalten sein muss, sind auch die Rebsorten Garganega, Pinot bianco, Pinot nero und Chardonnay zugelassen – allein oder zusammen maximal 15 %.

## Beschreibung
Laut Denomination (Auszug):

### Lessini Durello Spumante
- Perlage: fein und anhaltend
- Farbe: strohgelb mit grünlichen Reflexen
- Geruch: zart, charakteristisch und leicht fruchtig
- Geschmack: von extrabrut bis demisec
- Alkoholgehalt: mindestens 11,0 % Vol.
- Säuregehalt: mind. 6,5 g/l
- Trockenextrakt: mind. 14,0 g/l

### Lessini Durello Spumante Riserva
- Perlage: fein und anhaltend
- Farbe: strohgelb – mehr oder weniger kräftig
- Geruch: charakteristisch, mit einem leichten Hauch von Hefe
- Geschmack: von extrabrut bis demisec
- Alkoholgehalt: mindestens 12,0 % Vol.
- Säuregehalt: mind. 5,5 g/l
- Trockenextrakt: mind. 15,0 g/l